# Andreas Calcan
Andreas Cristian Calcan (Slatina, 9 april 1994) is een Roemeens betaald voetballer die doorgaans als vleugelaanvaller speelt. 

## Carrière
Calcan stroomde in 2012 door vanuit de jeugd van Universitatea Cluj. Hiervoor debuteerde hij in 2013 in het betaald voetbal, in de Liga I. Hij degradeerde in het seizoen 2014/15 met de club naar de Liga 2. De maanden september tot en met december van 2014 bracht hij zelf op huurbasis door bij CSM Râmnicu Vâlcea, op dat moment al actief op het tweede niveau.
Calcan werkte in juli 2016 een proefperiode af bij Willem II, op dat moment actief in de Eredivisie. Hij tekende op 22 juli 2016 een contract tot medio 2018 bij de Tilburgse club, met een optie op nog een seizoen. Hij werd verhuurd aan FC Dordrecht en daarna ging hij spelen voor Almere City. Al na een halfjaar vertrok hij naar FC Viitorul Constanța in zijn vaderland Roemenië. Met zijn club won hij de Cupa României 2018/19. In januari 2020 ging Calcan naar het Hongaarse Ujpest FC. Medio 2020 ging hij naar Politehnica Iași.

## Clubstatistieken
| Seizoen | Club                  | Competitie     | Competitie | Competitie | Beker | Beker | Internationaal | Internationaal | Totaal | Totaal |
| Seizoen | Club                  | Competitie     | Wed.       | Dlp.       | Wed.  | Dlp.  | Wed.           | Dlp.           | Wed.   | Dlp.   |
| ------- | --------------------- | -------------- | ---------- | ---------- | ----- | ----- | -------------- | -------------- | ------ | ------ |
| 2012/13 | Universitatea Cluj    | Liga I         | 0          | 0          | 1     | 0     | 0              | 0              | 1      | 0      |
| 2013/14 | Universitatea Cluj    | Liga I         | 18         | 0          | 1     | 0     | 0              | 0              | 19     | 0      |
| 2014/15 | Universitatea Cluj    | Liga I         | 9          | 0          | 1     | 0     | 0              | 0              | 10     | 0      |
| 2014/15 | → CSM Râmnicu Vâlcea  | Liga 2         | 7          | 0          | 1     | 0     | 0              | 0              | 8      | 0      |
| 2015/16 | Universitatea Cluj    | Liga 2         | 15         | 1          | 1     | 0     | 0              | 0              | 16     | 0      |
| 2016/17 | Willem II             | Eredivisie     | 11         | 0          | 0     | 0     | —              | —              | 11     | 0      |
| 2017/18 | Willem II             | Eredivisie     | 1          | 0          | 0     | 0     | —              | —              | 1      | 0      |
| 2017/18 | → FC Dordrecht        | Eerste divisie | 33         | 6          | 1     | 0     | —              | —              | 34     | 6      |
| 2018/19 | Almere City           | Eerste divisie | 17         | 4          | 1     | 0     | —              | —              | 18     | 4      |
| 2018/19 | FC Viitorul Constanța | Liga I         | 9          | 4          | 3     | 0     | —              | —              | 12     | 4      |
| 2019/20 | FC Viitorul Constanța | Liga I         | 9          | 1          | 2     | 0     | 2              | 0              | 13     | 1      |
| 2019/20 | Ujpest FC             | NB I           | 9          | 2          | 1     | 0     | 0              | 0              | 10     | 2      |
| 2020/21 | Politehnica Lasi      | Liga I         | 22         | 4          | 2     | 1     | 0              | 0              | 24     | 5      |
| Totaal  | Totaal                | Totaal         | 160        | 22         | 15    | 1     | 2              | 0              | 177    | 23     |

Bijgewerkt op 16 juli 2021.